# Nació Yavapai Fort McDowell
La Nació Yavapai Fort McDowell, abans Comunitat Mohave-Apatxe Fort McDowell de la reserva índia de Fort McDowell), és una tribu reconeguda federalment i una reserva índia al comtat de Maricopa (Arizona) a uns 37 kilòmetres al nord-est de Phoenix, amb una extensió de 24.680 acres o 100 km², fora de la zona molt més gran que era originalment el territori yavapai. La reserva es va crear el 1890 i és ara la llar d'aproximadament 971 persones, majoritàriament yavapais. Les comunitats de Fountain Hills i Rio Verde són adjacents a la reserva, com la reserva índia Salt River.